# 東京島
『東京島』（とうきょうじま）は、桐野夏生による日本の小説、またそれを原作とした2010年8月28日公開の日本映画。
1945年から1950年にかけて、マリアナ諸島のアナタハン島で起きたアナタハン島事件をモチーフに創作された作品。『新潮』（新潮社）にて、2004年1月号から2007年11月号まで断続的に計15回連載され、2008年に刊行された。第44回谷崎潤一郎賞受賞作。

## 物語
クルーザーで夫・隆と世界一周の旅に出た清子。しかし出発からわずか3日後、嵐に巻き込まれ、数日間の漂流のすえ見知らぬ無人島に辿り着く。ほどなくして、与那国島での過酷な労働から逃れるため脱出を試みた23人のフリーターたちが台風に遭い、同じ島に漂着する。さらに、日本への密航中に金銭トラブルが生じ、11人の中国人が島に置き去りにされる。無人島に流れ着いた男たちとたった一人の女。いつしか「トウキョウ」と呼ばれるようになったその島で、唯一の女性である清子は、自身の性を武器にたくましく生き抜いていく。

## 登場人物

### 清子とその夫たち
清子
島で唯一の女性。40代半ばで、体格は豊満。
夫・隆とのクルーザー世界一周旅行中、嵐に遭い無人島に漂着。隆が衰弱するにつれ、蛇の皮を剥ぎ肉を食らうなどサバイバル能力を発揮し、弱っていく隆を尻目にカスカベら漂着者たちと性的関係を持つようになる。
20代から30代にかけて3度の流産を経験。脱出失敗後しばらくして妊娠し、紆余曲折を経て双子を出産する。
隆
清子の夫。元銀行員。結婚20周年を機に早期退職し、退職金でクルーザーを購入して世界一周旅行を計画する奔放な性格。船内では清子を家政婦のように扱う亭主関白な一面も。
漂着当初は与那国島組を励ますなどリーダーシップを見せるが、次第に胃腸を壊し食中毒を発症。約1年後、「サイナラ岬」で転落死する。
漂着以来、航海日記を書き続けていたが、衰弱時にワタナベに盗まれる。
カスカベ
本名・春日部。東京都足立区出身の21歳。
左官職人だったが親方の厳しい指導に耐えかね与那国島でのアルバイトに参加。地元では不良として知られ、与那国島でも「娘を虐待死させて逃げてきた」、「農大の女子大生をレイプした」などの噂が立つ。
衰弱する隆をよそに清子と肉体関係を持ち、隆の死後、清子の2番目の夫となる。
その後、清子に近づく男たちを敵視し、暴君のように振る舞うが、「サイナラ岬」で転落死する。
清子はカスカベを愛していたらしく、彼の死を深く悲しむ。
ノボル
カスカベの子分。シンナーの影響か歯が溶けている。
カスカベの死後、清子の3番目の夫となる。愚鈍で性欲が強く、清子に嫌悪される。
GM
本名・森軍司。漂着時に身につけていた衣服のイニシャルが由来。
漂着時のショックで記憶喪失になった頼りない青年。くじ引きで清子の4番目の夫となる。風貌が竹野内豊に似ているため、清子からはユタカと呼ばれる。後に「記憶を取り戻した」ことで奮起し、周囲を率いるようになる。
学生結婚で妻子がいることを思い出すが、流されやすい性格のため16歳年上の出戻り女・弘美と再婚し、連れ子の娘・沙耶香は自分と年齢が近い。
妻子から逃げるように与那国島へアルバイトに行くが、親方の横暴に耐えかね仲間と古い漁船で脱出を図り、嵐に遭い「東京島」に漂着。
罪悪感から逃れるため記憶喪失のふりをしていたが、清子の失踪とマンタ（の中にいる和子）の呼びかけで嘘をやめる。

### 与那国島組
与那国島で野生馬の調査と糞の寄生虫卵の調査をしていた男たち。多くが後ろ暗い事情を抱えている。親方の横暴に耐えかね、30人ほどが古い漁船で脱出を試みるも嵐に遭い「東京島」に漂着。漂着時の生存者は23名。
このリスト以外にも、グループを作って生活している男たちがいる。下記の部分では清子の夫になった者は除いてある。

#### ジュク（酒造りの村）
ダクタリ
与那国島でのアルバイト前は動物病院の手伝いをしていたため、そう呼ばれる若い男。
漂着後、精神のバランスを崩し椰子酒に溺れるが、やがて島での椰子酒造りを担当するようになる。

#### シブヤ（服や装飾品作り）
オラガ
本名・坂本泰臣。「オラガオラガの我を捨てて、オカゲオカゲのゲで生きよ」という叔父の口癖が由来。
与那国島でのアルバイト前は学習塾の講師をしており、小説家志望。「小説のネタ探し」のため与那国島へ。
ワタナベが単身島を脱出したことと、大切にしていた眼鏡が壊れたことで精神の均衡を失い発狂。島からの脱出を諦め全裸で生きることを提唱し、「毛流族」という一党を作る。
犬吉（いぬきち）
本名・八尾。与那国島でのアルバイト前は岐阜県の私立高校2年生。家族と不仲で、実家に残してきたシーズー犬のズッパを溺愛していた。
漂着直後に飲み込んだ海水が原因で肺炎になりかけるも、一命を取り留める。
「東京島」に犬がいないことに落胆するが、貝殻を使ったアクセサリー作りに生きがいを見出し始める。
ワタナベに性的暴行を受けるなど、不遇な目に遭うことが多い。
シンちゃん
犬吉と恋仲になった若い男。元は首都圏のフリーターで、与那国島でのアルバイト前は「ばい菌」と呼ばれいじめられていた。
途中から目の周りに悪性の腫瘍ができ、左目の視力を失う。
カメちゃん
バンド「トウキョウドーム」のメンバー。歌は上手くない。
シマダ
清子曰く「腹に回虫でもいるような顔色の悪い男」。
ヒキメ
いつも手製の釣り竿と魚籠を持ち、釣りに出かける釣り好きの若者。「浦島太郎のようだ」と言われる容貌。

#### ブクロ（島の自警団）
アタマ
本名・河原義幸。ワタナベ同様群馬県出身。「暴走族の頭を張っていた」と言うが、実際はバイクに乗れず、不良に憧れているだけの「族」で、ワタナベ同様ヤクザの下っ端としてこき使われていた。
曙を批判した際、付き人とヤクザ双方に追われ、「サーフィンをして島の女を引っ掛けて永住できるかも」という期待を抱き、ワタナベと共に与那国島へアルバイトに行く。
オラガが発狂した当初は彼をからかっていたが、やがてオラガの呼びかけに同調する。
ジェイソン
本名・内田。アタマ同様、島の武闘派として恐れられている。
オラガが発狂した際、アタマと共にオラガに同調する。

#### トーカイムラ（ワタナベの隔離地）
ワタナベ
本名・渡辺実。蕎麦屋の店員と駆け落ちした母親と、育児放棄の末ホームレスになった父親という家庭環境で育ち、3歳下の弟と極貧生活を送る。その弟はヤクザになり、サウナで誤射され死亡。
ヤクザの下っ端として雑用をしていたが、当時八百長疑惑のあった曙を街宣車で罵倒した際、曙の付き人たちに追われ、ヤクザと面倒見の良い人物双方から逃れるためアタマの誘いに乗り与那国島のアルバイトを志願。漁船での脱走を企て嵐に遭う。
無人島でも協調性がなくひねくれた性格が嫌われ、放射性物質の噂があるドラム缶が置かれた通称・トーカイムラという浜辺に追いやられる。
頭は良くないが、ホンコンたちと意思疎通ができる順応性を持つ。そのためホンコンたちと行動を共にするが、筏が完成した際に彼らに見捨てられる。

#### スターハウス寺院（鍾乳洞）
マンタ
本名・黄桜俊夫。仙台市の「逆鉾団地」出身。幼い頃、3歳上の姉・和子が団地内の高級分譲住宅「スターハウス」で謎の事故死を遂げ、家庭崩壊。吃音のためいじめられ引きこもりになり、見かねた両親に与那国島のアルバイトに送られた過去を持つ。
漂着時から多重人格障害を患い、「姉・和子の霊と話す」などの奇行のため気味悪がられ、一人でサイナラ岬近くの北の森に住む。
逆鉾団地が学校や商店など全て揃い、男女比や貧富の差も少ないバランスの取れた場所だったため、「バランスの取れた状況」が壊されることを嫌う。
島の地下に眠る鍾乳洞を発見し、故郷の団地の象徴である「スターハウス」と名付ける。

#### その他（故人含む）
サカイ
本名・酒井。「海底遺跡を見に行きたい」という理由で与那国島行きのアルバイトに参加。以前は大工見習いをしており、漂着後は大工として家を建てていた。
食べ物にがめつく、悪食。茹でた不気味な色の椰子蟹を食べ食中毒で苦しみながら死亡。
ミユキちゃん
「ミユキ」という恋人がいると吹聴していたため、そう呼ばれる若い男。
ホンコンたちが「東京島」に置き去りにされた夜に発狂し、海を泳いで脱出しようとして消息不明となる。
ヤマダ
マゾヒズムの傾向がある男。清子に変態的なプレイを要求するため、嫌悪されている。
原田
元はジュクのグループに所属していたが、居心地が悪くなり一人で穴を掘って地中に生活している男。強烈な土臭い体臭の持ち主。
オラガが発狂した際、彼の意見に同調する。

### ホンコン（中国人たち）
日本への密航を企てたが、仲介役と金銭トラブルを起こし「東京島」に置き去りにされた中国人男性たち。言葉はほとんど通じないが、サバイバル能力や食料調達能力に長けている。
ヤン
ホンコンたちのリーダー。黒犬のように獰猛な性格。
中国人たちのリーダーとしてサバイバル生活と脱出を指揮する。「東京島」からの脱出航海中、1日に2回清子を犯しており、清子の腹の子供の父親である可能性が高い。
脱出失敗後、生き残ったホンコンたちと共に姿を消す。
ムン
ヤンの腹心。黒熊のような毛深い大男で寡黙。
リーダーであるヤンに従順に行動する。
タン
ホンコンたちの一員。ホンコンの中では珍しく作中に名前が出てくる人物。

### GODDESS
フィリピン人の女性歌手グループ。台北へ向かう途中、嵐に遭い「東京島」に漂着。
サバイバル能力は皆無に近いが、修理すれば航海可能なボートを所有している。
マリア・オルテガ
「GODDESS」のリードボーカルで、チームのパフォーマンスと精神面を支えるリーダー。
享楽的ながらも芸事には妥協しない性格。
「東京島」からの脱出の際、キムとシシーを置き去りにしようと企む。
ルース
「GODDESS」のメンバー。メンバーの中で最も若く、マリアと並ぶと母娘のように見える。
ラホーヤ、モリー
「GODDESS」のメンバーたち。
パム
「GODDESS」のメンバー。マリア曰く、「ダンスも歌も才能があり人気もあるが、言うことを聞かない」。
キム
「GODDESS」のメンバー。元々日本のキャバレーで働いていたが、姑と折り合いが悪く、子供2人を産んでから追い出された過去を持つ。
日本での生活経験があるためか、清子に友好的。
マリア曰く「もうすぐ40代で、後ろで踊っているだけでGODDESSの品格が下がる」。
シシー
「GODDESS」のメンバー。マリア曰く「頭が弱く、男に騙されやすい」。

### 清子の子供たち
妊娠した清子が島で出産した双子の子供たち。
森・オルテガ・チーター
表向きはGMとマリアの子供として育てられている双子の弟。島のみんなからは「プリンス」と呼ばれる。
閉鎖的な環境で育ったためか、同性愛などにも寛容。
島にできた小学校の卒業式の日、「オラガ事変」の顛末と実母である清子について教えられる。
林千希（はやしちき）
「東京島」を脱出した清子に育てられている双子の姉。有名私立中学校に通っている。
ある夜、清子から「東京島」脱出後の話を聞かされることになる。

## 刊行情報
- 単行本（新潮社）
  - 2008年5月発行（2008年5月23日発売[3]）、ISBN 978-4104667024
- 文庫本（新潮社〈新潮文庫〉）
  - 2010年5月発行（2010年5月01日発売[4]）、ISBN 978-4101306360

## 映画
2010年8月28日より全国120スクリーンで公開された。
篠崎誠監督が現代人のサバイバルエンタテインメントとして映画化。撮影は実際に鹿児島県の沖永良部島と徳之島で40日以上のオールロケで行われた。エルメスが日本映画史上で初めて本作とコラボレーションし、エルメス伝統のスカーフ「carré」がバッグや洋服になったり、頭に巻いたりと本編各所で象徴的に使われている。
本編は2D作品であるが、3D映画がブームになっていたことや、「無人島での生活模様を（観客に）体感させたい」という映画のコンセプトから、予告編映像のみ3Dで製作され、2010年6月4日より全国の劇場で上映された。予告編は2010年度のYahoo!予告編アクセス数でNo.1を記録し、第1部・バックステージ生中継「告白懺悔室〜あのとき東京島は荒れていた」と第2部・オンステージ生中継「完成披露試写会イベント完全ノーカット生中継」の2部構成で8月3日に行われた完成披露試写会イベントも、USTREAMでインターネット生中継された。

### あらすじ（映画）
結婚20周年の記念にとヨット旅行に出かけた清子（木村多江）と夫の隆（鶴見辰吾）は遭難し、無人島に辿り着く。救助を待つだけの日々に嫌気がさした頃、与那国島での厳しいアルバイト生活を逃れてきたという16人の若い日本のフリーター男達が漂着。やがて彼らはこの島を「東京島」と名付け、シブヤ、ブクロ、ジュク、コウキョ、トーカイムラなどいくつかの地区に分かれて生活を送り始める。いつまでたっても現実を受け入れず妄想に逃げる隆に愛想をつかした清子は、隆が崖から転落死した後、フリーター集団のうちのカスカベ（山口龍人）という最も強く、独占欲丸出しの男の妻となり、紅一点でちやほやされる生活を送る。しかし、さらに密航に失敗した6人の中国人グループが漂着してきた後、カスカベは崖から転落死してしまう。悲しむ清子に、くじ引きで次の夫となったGM（福士誠治）は優しく接するが、保存食や生きるための技術を次々と開発していく中国人達に対し、日本人の男達には進歩が無いと憤慨した清子は中国人グループのリーダー・ヤン（テイ龍進）に取り入り、先に彼らと仲良くなっていたワタナベ（窪塚洋介）をも差し置いて、彼らが作ったイカダに乗せてもらって島を脱出しようとする。
結局脱出は失敗し、島に戻らざるを得なくなった清子は、ワタナベやGMなど日本人達に裏切り者のレッテルを貼られ、ひどい扱いを受けるようになる。絶望する清子だったが、やがて自分が妊娠していることを知る。GMの子供であることを主張したことで清子は再び島の女王として君臨するようになるが、お腹が大きくなってくると、より安全な出産の場を求め、岬近くに住み始めた中国人達の元を訪れる。そこには台湾へ出稼ぎにいく途中で遭難してしまったというフィリピンの若い女達もいた。船が修理でき次第、島を出ていくと聞いた清子は、お腹の子供はヤンの子供であると訴えることで受け入れてもらい、彼らと暮らし始める。フィリピン女性の中で出産経験もあるキム（サヘル・ローズ）に助けてもらい無事に双子を出産した清子は、船に乗り彼らと島を脱出しようとするが、再び清子の裏切りを知って怒った日本人の男達に襲われる。双子のうちの1人・チータ（宮武祭）を奪われてしまったものの、GMに助けられ、清子は双子のもう1人・チキ（宮武祭/2役）とキムと東京島を脱出することに成功する。
そして10年後。東京島は残った日本人、中国人グループ、フィリピン女たちによって繁栄してまとまった1つの国となり、チータは王子として扱われていた。一方、日本に住む清子はチキの10歳の誕生日をキムと祝い、チキに「聞いてほしいことがあるんだ」と今までのことを語り始める。

### キャスト
清子の家
- 清子〈43〉 - 木村多江
- 隆 - 鶴見辰吾

トーカイムラ
- ワタナベ - 窪塚洋介

シブヤ・文化担当
- GM/ユタカ/森軍司 - 福士誠治
- オラガ - 柄本佑
- 犬吉 - 木村了
- シンちゃん - 南好洋
- ミユキ - 吉田友一

スターハウス寺院
- マンタ - 染谷将太

ホンコン・新たな漂着の中国人
- ヤン - テイ龍進
- ムン - 趙珉和
- チェン - 石田佳央
- ウォン - 張天翔
- リー - 張沫
- シュウ - 孫良

ブクロ・島の自衛団
- カスカベ - 山口龍人
- アタマ - 清水優
- ジェイソン - 阿部亮平
- フレディ - 塩見大貴
- ウッス - 中村無何有

ジュク・酒造りのムラ
- ダクタリ - 結城貴史
- サカイ - 松川貴広
- シマダ - 保科光志
- ヒキメ - 藤川俊生

フィリピン人
- キム - サヘル・ローズ
- マリア - 大貫杏里
- パーム - 古藤ロレナ
- ルース - Aive
- シシー - 渡辺万美

10年後
- チキ/チータ - 宮武祭

### スタッフ
- 原作 - 桐野夏生
- 監督 - 篠崎誠
- 脚本 - 相沢友子
- 企画 - 鈴木律子
- 製作 - 宇野康秀、森恭一、伊藤嘉明、宮崎忠、喜多埜裕明
- プロデューサー - 吉村知己、森恭一
- プロデューサー補 - 新妻貴弘
- 撮影 - 芦澤明子
- 照明 - 市川徳充
- 美術 - 金勝浩一
- 装飾 - 吉村昌悟
- 録音 - 滝澤修
- コスチュームデザイン - 勝俣淳子
- ヘアメイク - 徳田芳昌
- 編集 - 普嶋信一
- 音楽 - 大友良英
- Superfly「(You Make Me Feel Like) A Natural Woman」[12]
- スプリクター - 杉本友美
- VFXスーパーバイザー - 浅野秀二
- 音響効果 - 北田雅也
- 助監督 - 久保朝洋
- 製作担当 - 金子拓也
- プロダクションマネージャー - 中村哲也
- 特別協力 - エルメス
- 助成 - 文化芸術復興費助成金
- 企画・製作プロダクション - ゼネラル・エンタテイメント、ユーズフィルム
- 配給 - ギャガ
- 製作 - 『東京島』フィルムパートナーズ（ユーズフィルム、ゼネラル・エンタテイメント、ソニー・ピクチャーズ エンタテインメント、融合事務所、Yahoo! JAPAN）